# Listrognathus rufipes
Listrognathus rufipes är en stekelart som först beskrevs av Cameron 1907.  Listrognathus rufipes ingår i släktet Listrognathus och familjen brokparasitsteklar. Inga underarter finns listade i Catalogue of Life.